# Valerij Bure

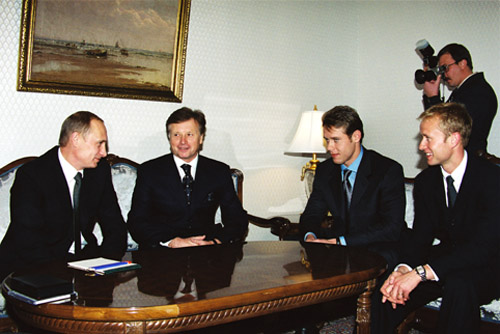
Vladimir Putin, Leonid Tjagatjev, Pavel Bure och Valerij Bure, ryska ambassaden i Washington, D.C., 14 november 2001

Valerij Vladimirovitj Bure, ryska: Валерий Владимирович Буре, född 13 juni 1974 i Moskva, Ryssland, är en rysk före detta professionell ishockeyspelare. Han är yngre bror till den mer kände ishockeyspelaren Pavel Bure.

## Biografi
Valerij Bure, som liksom äldre brodern Pavel spelat i NHL, listades som 33:e spelare totalt i den andra rundan i NHL-draften 1992 av Montreal Canadiens. Han spelade juniorhockey i Nordamerika för Spokane Chiefs i WHL där han totalt gjorde 135 mål och 163 assist för 298 poäng på 178 matcher i grundserien, samt 22 mål och 20 assist för 42 poäng på 22 slutspelsmatcher.
Bure debuterade i NHL för Montreal Canadiens säsongen 1994–95. Han spelade i laget under fyra säsonger innan han byttes bort till Calgary Flames, där han säsongen 1999–00 svarade för 35 mål och 40 assist för totalt 75 poäng och i och med det gjorde sin bästa säsong i NHL. Han fick samma år också delta i All-Star-matchen. Han har därefter spelat i Florida Panthers, St. Louis Blues och senast i Dallas Stars där han fick stora skadebekymmer och tvingades genomgå en ryggoperation. Han skrev sedan på ett kontrakt med Los Angeles Kings inför säsongen 2005–06 men han återkom aldrig till spel igen.
Valerij Bure har också meriter från det ryska landslaget och han var bland annat med och vann OS-silver 1998 i Nagano och OS-brons 2002 i Salt Lake City.
Bure är gift med skådespelerskan Candace Cameron Bure. De har tre barn tillsammans.

## Statistik

### Klubbkarriär
| 1990–91    | CSKA Moskva           | Sovjet     | 3   | 0   | 0   | 0   | 0   | —  | —  | —  | —  | —  |
| 1991–92    | Spokane Chiefs        | WHL        | 53  | 27  | 22  | 49  | 78  | 10 | 11 | 6  | 17 | 10 |
| 1992–93    | Spokane Chiefs        | WHL        | 66  | 68  | 79  | 147 | 49  | 9  | 6  | 11 | 17 | 14 |
| 1993–94    | Spokane Chiefs        | WHL        | 59  | 40  | 62  | 102 | 48  | 3  | 5  | 3  | 8  | 2  |
| 1994–95    | Fredericton Canadiens | AHL        | 45  | 23  | 25  | 48  | 32  | —  | —  | —  | —  | —  |
| 1994–95    | Montreal Canadiens    | NHL        | 24  | 3   | 1   | 4   | 6   | —  | —  | —  | —  | —  |
| 1995–96    | Montreal Canadiens    | NHL        | 77  | 22  | 20  | 42  | 28  | 6  | 0  | 1  | 1  | 6  |
| 1996–97    | Montreal Canadiens    | NHL        | 64  | 14  | 21  | 35  | 6   | 5  | 0  | 1  | 1  | 2  |
| 1997–98    | Montreal Canadiens    | NHL        | 50  | 7   | 22  | 29  | 33  | —  | —  | —  | —  | —  |
| 1997–98    | Calgary Flames        | NHL        | 16  | 5   | 4   | 9   | 2   | —  | —  | —  | —  | —  |
| 1998–99    | Calgary Flames        | NHL        | 80  | 26  | 27  | 53  | 22  | —  | —  | —  | —  | —  |
| 1999–00    | Calgary Flames        | NHL        | 82  | 35  | 40  | 75  | 50  | —  | —  | —  | —  | —  |
| 2000–01    | Calgary Flames        | NHL        | 78  | 27  | 28  | 55  | 26  | —  | —  | —  | —  | —  |
| 2001–02    | Florida Panthers      | NHL        | 31  | 8   | 10  | 18  | 12  | —  | —  | —  | —  | —  |
| 2002–03    | Florida Panthers      | NHL        | 46  | 5   | 21  | 26  | 10  | —  | —  | —  | —  | —  |
| 2002–03    | St. Louis Blues       | NHL        | 5   | 0   | 2   | 2   | 0   | 6  | 0  | 2  | 2  | 8  |
| 2003–04    | Florida Panthers      | NHL        | 55  | 20  | 25  | 45  | 20  | —  | —  | —  | —  | —  |
| 2003–04    | Dallas Stars          | NHL        | 13  | 2   | 5   | 7   | 6   | 5  | 0  | 3  | 3  | 0  |
| WHL totalt | WHL totalt            | WHL totalt | 178 | 135 | 163 | 298 | 175 | 22 | 22 | 20 | 42 | 26 |
| NHL totalt | NHL totalt            | NHL totalt | 621 | 174 | 226 | 400 | 221 | 22 | 0  | 7  | 7  | 16 |

### Internationellt
| År            | Lag           | Turnering     |    | Matcher | Mål | Assist | Poäng | Utv |
| ------------- | ------------- | ------------- | -- | ------- | --- | ------ | ----- | --- |
| 1994          | Ryssland      | JVM           | 7  | 5       | 3   | 8      | 4     |     |
| 1994          | Ryssland      | VM            | 6  | 3       | 0   | 3      | 2     |     |
| 1996          | Ryssland      | WC            | 1  | 0       | 0   | 0      | 2     |     |
| 1998          | Ryssland      | OS            | 6  | 1       | 0   | 1      | 0     |     |
| 2002          | Ryssland      | OS            | 6  | 1       | 0   | 1      | 2     |     |
| Senior totalt | Senior totalt | Senior totalt | 19 | 5       | 0   | 5      | 6     |     |